# تبدیل گسسته
تبدیل گسسته (انگلیسی: Discrete transform) در پردازش سیگنال به تبدیل‌های ریاضیاتی گفته می‌شود که عموماً به‌صورت نگاشت خطی سیگنال‌ها بین دامنه‌های گسسته مانند زمان گسسته و بسامد گسسته هستند.
بسیاری از تبدیل‌های انتگرالی رایج در پردازش سیگنال، دارای نسخه‌های گسسته نیز هستند. برای مثال تبدیل فوریه دارای همتایِ گسسته خود با نام تبدیل فوریه گسسته است. از تبدیل‌های گسسته علاوه‌بر آنالیز طیفی سیگنال‌ها در فشرده‌سازی داده‌ها، تشخیص سیگنال، فیلتر دیجیتال و همبستگی و وابستگی استفاده می‌شود.
تبدیل‌های دامنهٔ گسسته به پیوسته یا دامنهٔ پیوسته به گسسته جزو تبدیل‌های گسسته محسوب نمی‌شوند. برای مثال تبدیل فوریه گسسته‌زمان و تبدیل زد از زمان گسسته به بسامد پیوسته و همچنین سری فوریه از زمان پیوسته به بسامد گسسته در زمرهٔ تبدیل‌های گسسته قرار نمی‌گیرند.